# Кутјеши
Кутјеши је насељено мјесто у граду Горажду, Босна и Херцеговина.

## Становништво
|         | 2013.      | 1991.        | 1981.        | 1971.        |
| Укупно  | 9 (100,0%) | 53 (100,0%)  | 73 (100,0%)  | 78 (100,0%)  |
| Бошњаци | 9 (100,0%) | 53 (100,0%)1 | 72 (98,63%)1 | 78 (100,0%)1 |
| Остали  | –          | –            | 1 (1,370%)   | –            |

1. 1 На пописима од 1971. до 1991. Бошњаци су пописивани углавном као Муслимани.